# Erwin Lemmens
Pour les articles homonymes, voir Lemmens.
Erwin Lemmens, né le 12 mai 1976 à Anvers en Belgique; est un footballeur international belge qui joue au poste de gardien de but. 
Il a été sélectionné deux fois en équipe nationale belge lors de matchs amicaux en 2004,.
De 2013 à 2023, il fait partie du staff de l'équipe de Belgique de football en tant qu'entraîneur des gardiens.

## Carrière
- 1984-1995 : Sint-Jobin't-Goor (juniors)  Belgique[4],[5]
- 1995-1999 : KSK Beveren  Belgique
- 1999-2004 : Racing Santander  Espagne
- 2003-2005 : Espanyol Barcelone  Espagne
- 2005- janv. 2007 : Olympiakos  Grèce
- janv. 2007-2007 : RKC Waalwijk  Pays-Bas
- 2007-2008 : FCV Dender EH  Belgique
- 2009-2010 : KSK Beveren  Belgique